# Чертеново
Чертеново — деревня на севере Бежаницкого района Псковской области. Входит в состав сельского поселения муниципальное образование «Добрывичская волость».
Расположена у правого прибрежья реки Уда, в 44 км к северу от райцентра Бежаницы и в 4 км к востоку от волостного центра Добрывичи.
Численность населения деревни по состоянию на 2000 год составляла 28 человек.